# ʛ
Cette page contient des caractères spéciaux ou non latins. S’ils s’affichent mal (▯, ?, etc.), consultez la page d’aide Unicode.
Le symbole petite capitale G crosse, (minuscule : ʛ) est une lettre additionnelle de l’écriture latine qui est utilisée dans l’alphabet phonétique international.

## Utilisation
Dans l’alphabet phonétique international, /ʛ/ représente une consonne occlusive injective uvulaire. Le symbole est adopté à la suite de la convention de Kiel de 1989.

## Représentations informatiques
La petite capitale G crosse peut être représenté avec les caractères Unicode suivants :
- petite capitale ou minuscule : U+029B